# Godło Estońskiej SRR

Godło Estońskiej Socjalistycznej Republiki Radzieckiej

Godło Estońskiej Socjalistycznej Republiki Radzieckiej zawierało typowe elementy zawarte w godłach republik radzieckich: sierp i młot – symbol sojuszu robotniczo chłopskiego oraz najważniejszy element godła Związku Radzieckiego, a także wschodzące słońce – mające wyrażać świt, początek nowej ery w życiu kraju. Całość otoczona była przez wieniec złożony w lewej części z pęku gałązek sosny, a w prawej z kłosów pszenicy – podkreślający znaczenie rolnictwa dla kraju oraz symbolizujący dobrobyt. U góry, u zbiegu obu wieńców umieszczono czerwoną pięcioramienną gwiazdę – oznaczającą zwycięstwo komunizmu w pięciu częściach świata. Wieńce przepasane były czerwonymi wstęgami, na których umieszczone było wezwanie do jedności proletariatu: Proletariusze wszystkich krajów, łączcie się! w językach estońskim: Kõigi maade proletaarlased, ühinege! i rosyjskim: Пролетарии всех стран, соединяйтесь!. U dołu, także na czerwonej wstędze znajdowała się na wpół skrócona nazwa republiki w języku estońskim: Eesti NSV (skrót od: Eesti Nõukogude Sotsialistlik Vabariik – Estońska Socjalistyczna Republika Radziecka).
Godło to obowiązywało od włączenia Estonii w skład ZSRR w 1940 aż do odzyskania przez ten kraj niepodległości w 1990. 